# 150.ª División (Ejército franquista)
La 150.ª División fue una División del Ejército franquista que combatió en la Guerra Civil Española, durante la cual jugó un papel relevante. La unidad llegó a tomar parte en las batallas de Brunete, Teruel, Alfambra, Aragón, Ebro y Cataluña. Por el mando de la unidad pasaron militares famosos como Eduardo Sáenz de Buruaga o Agustín Muñoz Grandes.

## Historial
La división fue creada en el protectorado de Marruecos a finales de mayo de 1937, quedando bajo el mando del general Eduardo Sáenz de Buruaga. Para mediados de junio la unidad ya se encontraba completamente organizada, quedando compuesta por efectivos de regulares marroquíes, legionarios, etc. En aquel momento el general Sáenz de Buruaga era comandante militar de Cáceres, por lo que la división estuvo desplegada ocasionalmente en esta plaza.
En julio, tras el comienzo de la ofensiva republicana en Brunete, la 150.ª División fue rápidamente enviada a este sector como refuerzo. En el río Perales algunos efectivos de la división lograron fijar a la 46.ª División republicana, frustrando sus avances hacia el sur y el oeste de Quijorna. Tras frenar la ofensiva republicana, el 18 de julio las fuerzas de Sáenz de Buruaga lanzaron un potente contraataque contra las posiciones enemigas con el apoyo de la 13.ª División de Barrón y otras fuerzas. El día 19 las fuerzas de la división lograron romper las líneas republicanas, avanzando varios kilómetros; la batalla continuó hasta el 25 de julio, tras la reconquista de Brunete por la 13.ª División.

### Frente de Aragón
A finales de agosto la división fue enviada al frente de Aragón, ante la nueva ofensiva republicana en este sector. Sáenz de Buruaga contraatacó y trató de avanzar hacia la cercada población de Belchite, que terminaría rindiéndose el 6 de septiembre tras una corta pero intensa resistencia.
A mediados de diciembre fue enviada al frente de Teruel, tras el cerco republicano de la capital turolense. La división quedó agregada al Cuerpo de Ejército de Galicia, mandado por el general Antonio Aranda. El día 29 participó en la potente contraofensiva franquista, si bien la unidad solo consiguió pequeños avances a costa de un elevado número de bajas. El 4 de enero de 1938 participó junto a la IV División de Navarra en el asalto de las alturas de «Celadas», haciendo algunos avances. Los defensores de Teruel, sin embargo, se rindieron el 7 de enero. A partir de ese momento todos los esfuerzos del Ejército franquista se dirigieron hacia la reconquista de la capital de provincia. En febrero la 150.ª División tuvo un papel activo durante la batalla del Alfambra y la posterior reconquista de Teruel.
El 9 de marzo de 1938 el mando de la división fue entregado al coronel Agustín Muñoz Grandes, veterano de la campaña en el norte. Integrada en el Cuerpo de Ejército Marroquí, durante la primavera de aquel año la unidad tuvo una destacada participación en la ofensiva de Aragón, especialmente en la batalla de Caspe —localidad que cayó tras una intensa lucha—. El 19 de marzo fue relevada en sus posiciones del río Guadalope por la 105.ª División del coronel Natalio López Bravo. Posteriormente la unidad se internó en Cataluña hasta alcanzar el río Segre, donde quedó frenado su avance. Durante los siguientes meses defendió sus posiciones de la orilla derecha del Segre, si bien durante los combates de Balaguer fue trasladada al frente de Tremp-Sort e intervino en la defensa de la cabeza de puente de Tremp junto a la 152.ª División.

### El Ebro y Cataluña
Tras el comienzo de la batalla del Ebro la división fue enviada al nuevo frente de batalla, como refuerzo de las otras divisiones del Cuerpo de Ejército Marroquí. Para entonces ya se encontraba al mando del coronel Siro Alonso. Durante los siguientes meses tomó parte en las contraofensivas franquistas.
A finales de 1938, de cara a la campaña de Cataluña la unidad quedó adscrita al Cuerpo de Ejército Urgel, mandado por el propio Muñoz Grandes. El 29 de diciembre la unidad inició su avance por la carretera de Tremp a Artesa de Segre, empujando a la 31.ª División republicana. El 1 de enero de 1939 continuó sus avances hacia Montargull, contribuyendo con ello al cerco de Artesa de Segre, siendo finalmente desviada hacia Ponts. Su avance siguió hacia Solsona y Berga, llegando su avance final en Cataluña hasta Cercs. Junto con otras unidades fue enviada al cerco final que se hizo en el frente final de Madrid, concretamente al cruce de las carreteras de Guadalajara y Cuenca, donde se encontraban el día 1 de abril de 1939.
La división fue disuelta tras el final de la contienda.